# 陳曾熙
陳曾熙（ちん そき、中国語: 陳曾熙、英語: T.H. Chan、1923年 - 1986年3月8日）は、香港の実業家。不動産開発会社・恒隆集団と同社子会社の恒隆地産の創業者および初代董事長。中華人民共和国広東省順徳市（現：仏山市順徳区）出身。
ハーバード公衆衛生大学院は陳の名を冠する。
弟は陳曾燾、長男は陳啓宗（現在の恒隆集団および恒隆地産の董事長）。

## 来歴
1923年に中国広東省順徳市（現：仏山市順徳区）で生まれ、1948年に広州市から香港に移住し、永隆銀行（現：招商永隆銀行）で働いていた。
第二次世界大戦前に日本に留学し、土木工学を学んだ。戦後、広東省に戻って全ての物件を売却し、香港で開発を行い、建設工学の事業を行っていた。
1950年代初頭、陳曾熙、林汝珩、陳德泰、康有為は建設および不動産業界に大きな影響を与えることを望み、大隆建築公司を共同で設立したが、後に事業思想は彼ら自身のものとは異なっていた。林汝珩の死去と陳德泰が会社を退職したことにより、陳曾熙は自身の事業を立ち上げることを決め、1960年9月13日に陳曾燾と共に恒隆集団と恒隆地産を設立した。
1985年、重病であることが発覚した。1986年初めにクイーンエリザベス病院に入院したが、同年3月8日に死去。63歳没。陳曾熙の死去後、陳曾燾が恒隆集団を引き継ぎ、1991年に陳啓宗が同社の董事長に就任することになった。